# Dipendenza da cocaina
La dipendenza da cocaina è il desiderio di usare regolarmente cocaina. L'overdose di tale sostanza può causare danni cardiovascolari e cerebrali, come ad esempio: vasocostrizione dei vasi sanguigni nel cervello, provocando ictus e costrizione delle arterie del cuore, causando ischemia.
L'uso di cocaina crea euforia e grandi quantità di energia. Se assunta in grandi dosi può causare sbalzi di umore, paranoia, insonnia, psicosi, pressione alta, aumento della frequenza cardiaca, attacchi di panico, disturbi cognitivi e drastici cambiamenti nella personalità.
I sintomi di astinenza da cocaina vanno da moderati a gravi: disforia, disturbo depressivo, ansia, debolezza psicologica e fisica, dolore e desideri ossessivi di assumere cocaina (craving).

## Segni e sintomi
La cocaina è un potente stimolante che dà ai consumatori sensazione di energia, felicità, loquacità. Gli effetti collaterali negativi includono l'aumento della temperatura corporea, frequenza irregolare o accelerata del battito del cuore, pressione alta, aumento del rischio di attacchi di cuore, ictus e morte improvvisa da arresto cardiaco. Molti tossicodipendenti abituali sviluppano una condizione transitoria di tipo maniacale simile alle psicosi da anfetamine e la schizofrenia, i cui sintomi includono aggressività, paranoia, agitazione, confusione e allucinazioni tattili; come ad esempio una sensazione di formicolio. I consumatori di cocaina riferiscono anche di aver avuto pensieri di suicidi, perdita di peso, problemi a mantenere i rapporti, e un malsano aspetto pallido.

## I sintomi da astinenza
Dopo aver usato la cocaina in maniera regolare, alcuni consumatori possono diventare dipendenti. Quando l'uso della sostanza viene interrotto, l'utente sperimenterà una serie di sintomi di astinenza, tra cui la paranoia, depressione, stanchezza, ansia, prurito, sbalzi d'umore, irritabilità, insonnia, desiderio di assumere cocaina, e in alcuni casi nausea e vomito. Alcuni consumatori di cocaina riportano sintomi simili alla schizofrenia e percepiscono di avere problemi mentali. Alcuni consumatori riportano anche formicolio. Questi sintomi possono durare per settimane o, in alcuni casi, mesi. Anche dopo che la maggior parte dei sintomi di astinenza viene dissipato la maggior parte dei consumatori sente la necessità di continuare ad utilizzare la droga; questa sensazione può durare per anni e avere dei picchi durante i periodi di stress. Circa il 30-40% delle persone con dipendenza da cocaina ripiega su altre sostanze come farmaci e alcol dopo aver rinunciato alla cocaina. Esistono diversi farmaci sul mercato che alleviano i sintomi di astinenza da cocaina.

## Rischio
È stato condotto per 24 mesi uno studio su 1 081 residenti negli Stati Uniti alla prima esperienza con la cocaina. Dallo studio è emerso che il rischio di diventare dipendenti entro due anni dal primo utilizzo è del 5-6%. Il rischio di diventare dipendenti entro 10 anni dal primo utilizzo aumenta al 15-16%. Lo studio è stato condotto su ogni tipo di utilizzo, come il fumo, l'inalazione, e l'iniezione. Tra i consumatori i tassi individuali di dipendenza sono risultati alti per il fumo (3,4 volte) e molto più alti per l'iniezione. Sulle donne è stata riscontrata una probabilità 3,3 volte più alta di diventare dipendenti, rispetto agli uomini. Sugli utenti che hanno iniziato alle età 12 o 13 è stata riscontrata una probabilità di quattro volte alta di diventare dipendenti rispetto a coloro che hanno iniziato di età compresa tra 18 e 20. Tuttavia, uno studio su consumatori di Amsterdam ha trovato una "relativa assenza di modelli di utilizzo distruttivi e compulsivi nel corso di un periodo di dieci anni", e ha concluso che i consumatori di cocaina possono esercitare il controllo sulla sostanza. "I nostri intervistati hanno applicato due tipi di controlli su se stessi: 1) limite dell'utilizzazione in certe situazioni e stati emotivi in cui gli effetti della cocaina sarebbero più positivi, e 2) limitarsi a sniffare dosi modeste di cocaina, rimanendo al di sotto di 2,5 grammi a settimana per un po', e al di sotto di 0,5 grammi a settimana per la maggior parte dello studio. Coloro il cui livello di utilizzo ha superato 2,5 grammi a settimana sono tutti tornati a livelli più bassi".

## Trattamento

### La terapia
I programmi in dodici passi, come cocainomani anonimi (sul modello di alcolisti anonimi) sono ampiamente utilizzati per aiutare le persone con dipendenza da cocaina. La terapia cognitivo-comportamentale (CBT) in combinazione con la terapia motivazionale (MT) hanno dimostrato di essere più utile dei programmi a 12 passi nel trattamento della dipendenza. Anche se entrambi questi approcci hanno un tasso di successo piuttosto basso. Sono stati studiati altri trattamenti non farmacologici come l'agopuntura e l'ipnosi, ma senza risultati conclusivi.
Un recente studio su modelli animali pubblicato dal prof. Antonello Bonci del National Institute on Drug Abuse nel 2013, ha mostrato la possibilità di far cessare i comportamenti di ricerca della cocaina in una popolazione di ratti resi dipendenti dalla cocaina e successivamente sottoposti a trattamento con optogenetica della corteccia prelimbica.
In seguito a questa pubblicazione, il professore Luigi Gallimberti del dipartimento di neuroscienze di Padova ha messo a punto un nuovo trattamento sperimentale per la dipendenza da cocaina, attraverso la Stimolazione Magnetica Transcranica (TMS) della Corteccia Dorsolaterale Prefrontale (DLPFC).
I primi risultati di questa terapia sperimentale sono stati pubblicati nel 2016 da European Neuropsychopharmacology, in una ricerca citata dalla stampa nazionale ed internazionale, ed inserita dal F1000 Faculty nella top list come uno degli articoli più importanti nel campo della medicina e della biologia.

### Farmaci
Sono stati studiati numerosi farmaci per l'utilizzo nella dipendenza da cocaina, ma fino al 2015, nessuno di essi è stato considerato efficace. Gli anticonvulsivanti, come la carbamazepina, gabapentin, lamotrigina e topiramato, non sembrano essere efficaci. Gli antipsicotici sono inefficaci per il trattamento della dipendenza da cocaina. Alcuni studi hanno esaminato il bupropione (antidepressivo) per la dipendenza da cocaina; ma le prove effettuate finora non hanno dimostrato efficacia nel trattamento per questo scopo.
Il National Institute on Drug Abuse (NIDA) degli Stati Uniti e il National Institutes of Health stanno studiando il modafinil, un farmaco per la narcolessia, come un potenziale trattamento. L'ibogaina è stata oggetto di ricerca come trattamento per la dipendenza e viene utilizzata in cliniche del Messico, Paesi Bassi e in Canada. Altri farmaci studiati per questo scopo includono acetilcisteina, baclofene e vanoxerina. Farmaci quali la fenelzina sono utilizzati per provocare una "reazione di avversione" alla cocaina.

## Epidemiologia
Negli Stati Uniti nel 2006 l'uso di cocaina è stato causa di circa 5 000-6 000 decessi all'anno.